# Pinus kesiya
Pinus kesiya är en tallväxtart som beskrevs av John Forbes Royle och George Gordon. Pinus kesiya ingår i släktet tallar, och familjen tallväxter. IUCN kategoriserar arten globalt som livskraftig.

## Underarter
Arten delas in i följande underarter:
- P. k. kesiya
- P. k. langbianensis

## Bildgalleri

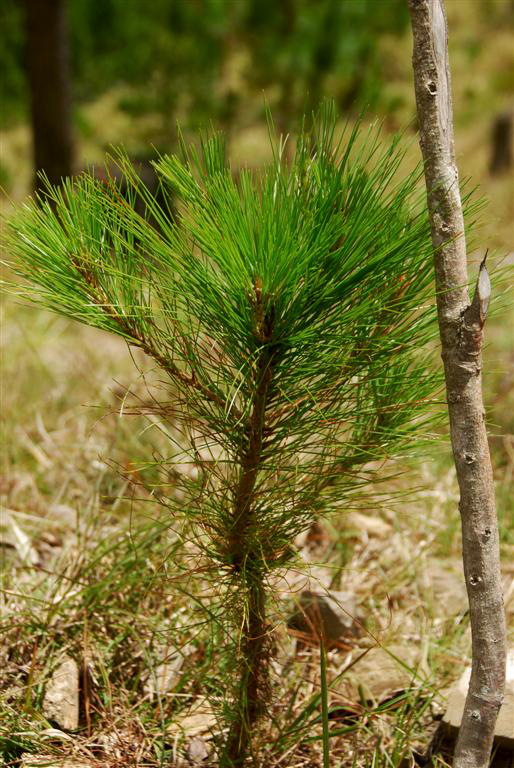
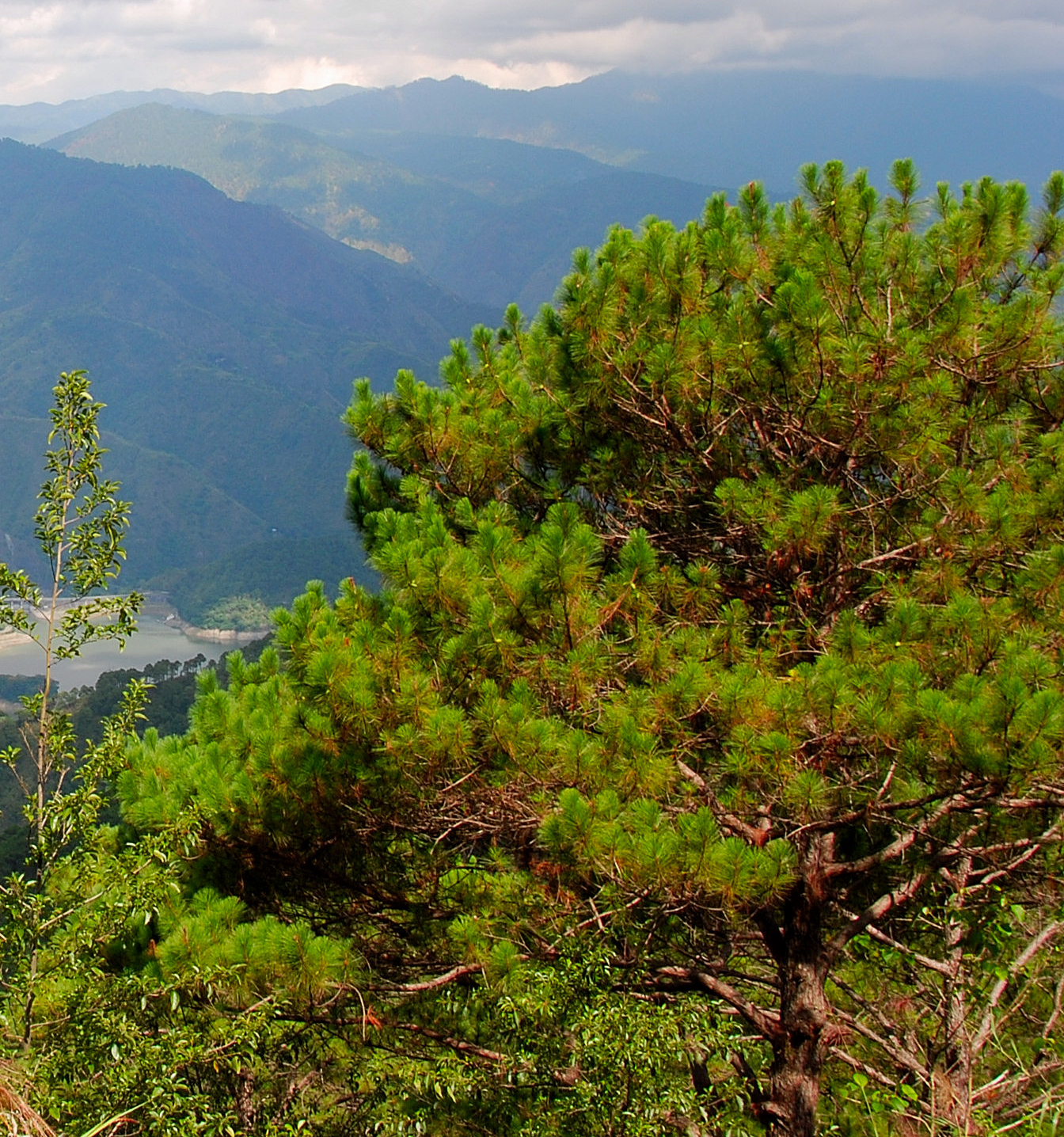
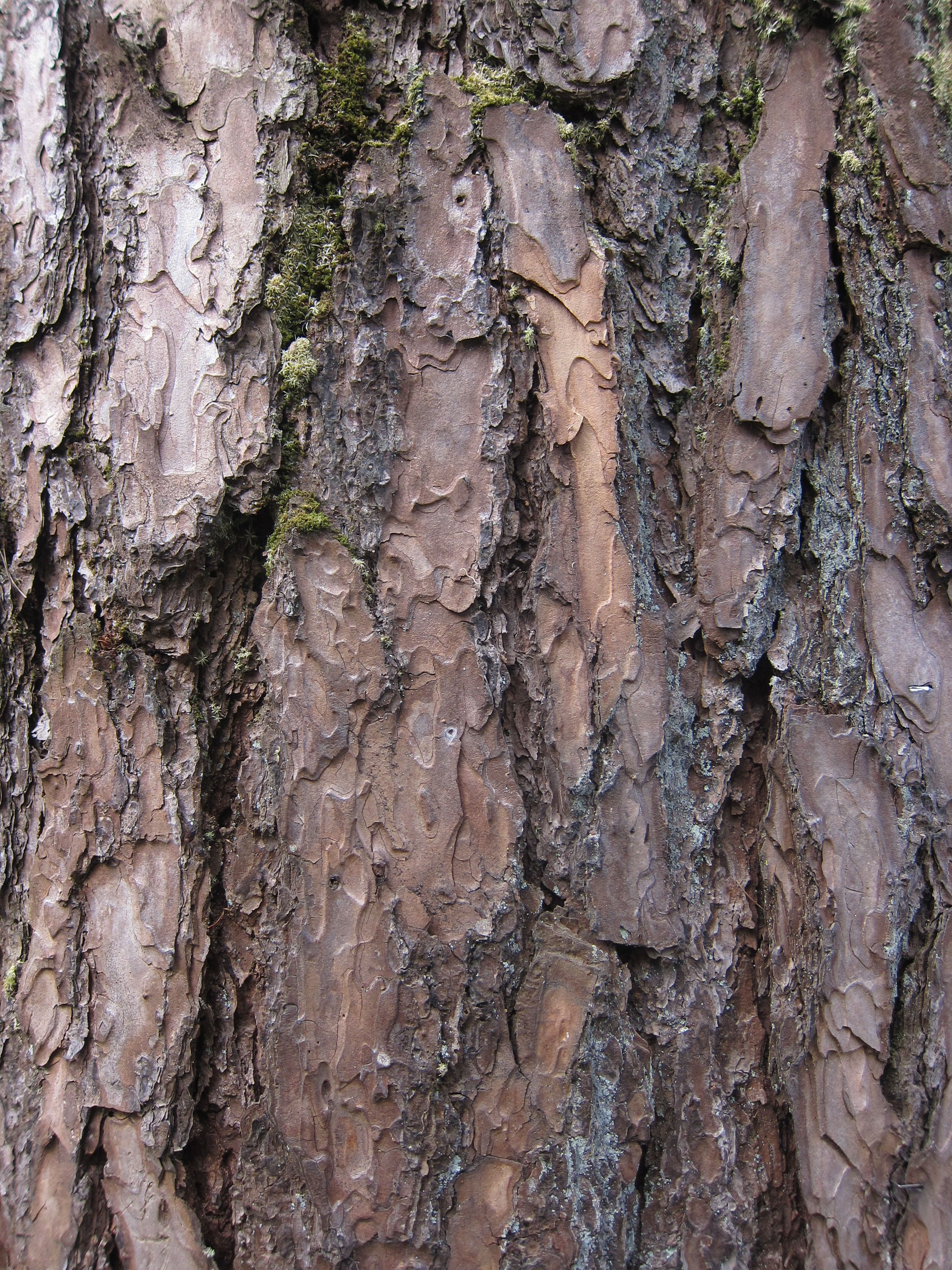
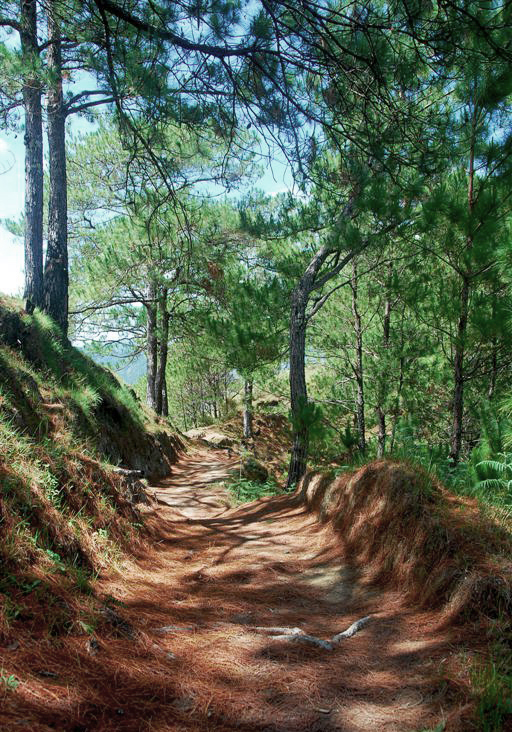
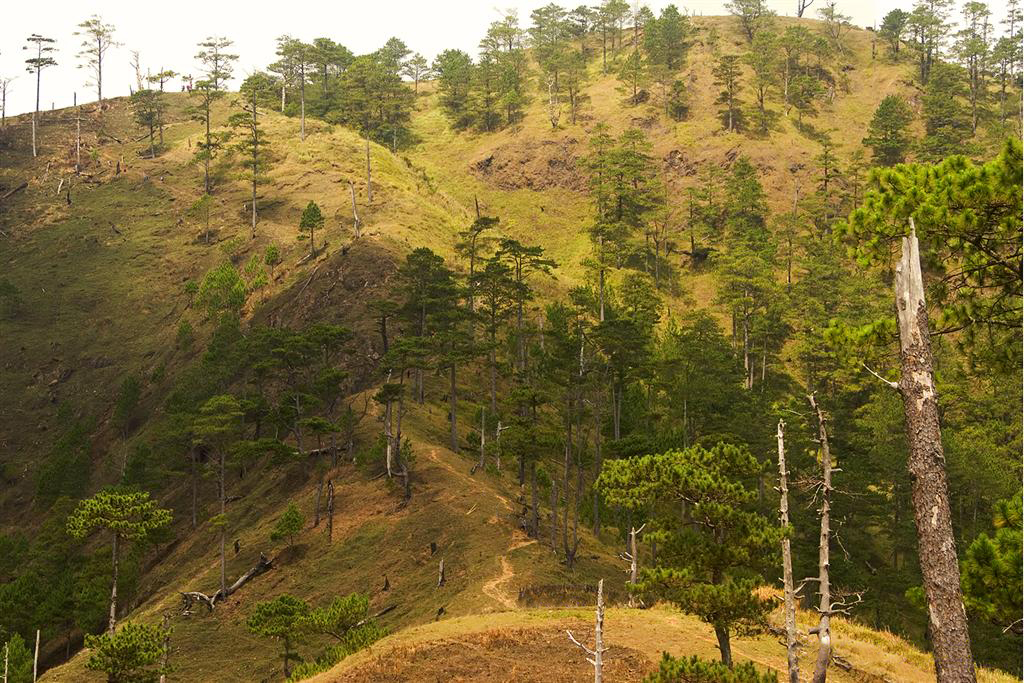
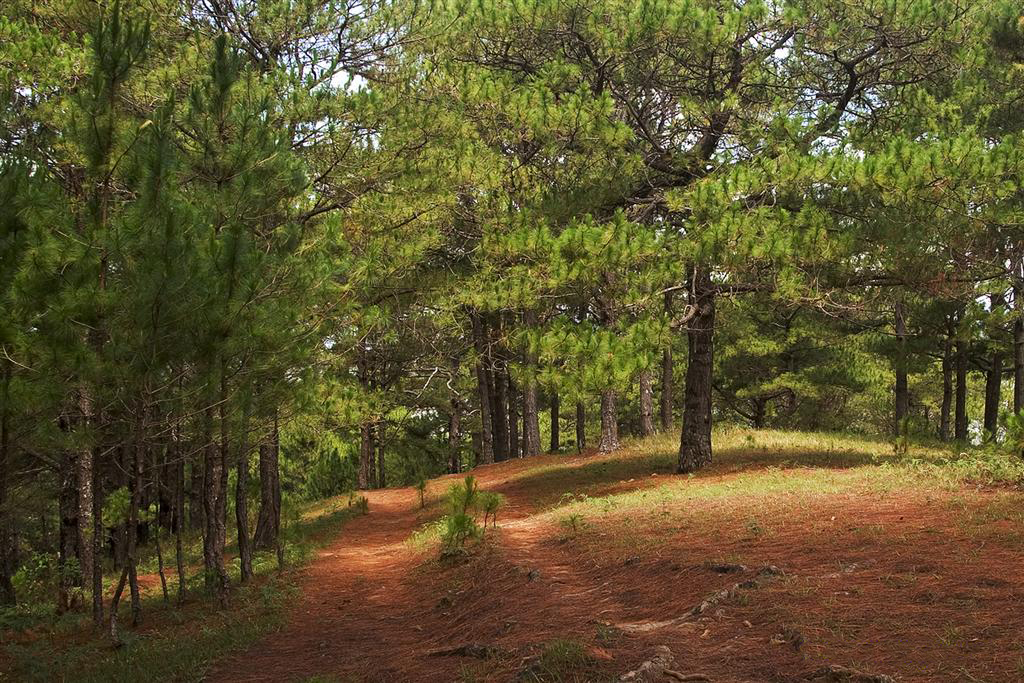